# هاري سميث (لاعب كريكت)
هاري سميث (بالإنجليزية: Harry Smith)‏ (27 أكتوبر 1887 في أستراليا - 24 أغسطس 1916 في المملكة المتحدة) هو لاعب كريكت أسترالي. لعب مع فريق تسمانيا للكريكت وفريق فكتوريا للكريكت.

## وصلات خارجية
- هاري سميث (لاعب كريكت) على موقع إي آس بي آن كريك إنفو (الإنجليزية)